# Космічні тварюки
«Космічні тварюки» (англ. The Space Beasts) — коротка науково-фантастична повість Кліффорда Сімака, вперше опублікована журналом «Astounding Science Fiction» у квітні 1940 року.

## Сюжет
Джим Франклін, один із безстрашних дослідників космосу, знайшов на Ганімеді невеликі поклади «елементу-7» — цінність цього рідкісного елемента в опорі до радіації. Кораблі покриті ним надійно захищали екіпаж від космічної радіації.
Через декілька років його космічний корабель «Карен», названий на честь доньки, покритий «елементом-7», з капітаном Джоном Лоджем, другим пілотом Джорджем Фостером, механіком Беном Рамсі та керівником експедиції Карен Франклін вирушив на пошуки нових покладів. Джим був вимушений доручити експедицію доньці через каліцтво при випробуванні нових двигунів.
В пошуку цього рідкісного елементу корабель «Карен» спочатку направився на Титан, а потім на Іо, після того в пояс астероїдів.
Одного разу вони замітили голубий вогник поміж астероїдів і вирішили наблизитись. Старий скалічений радіацією механік Бен, який у вільний час розважався намагаючись дізнатись принцип дії купленої ним таємничої музичної скриньки, почав згадувати байки рудокопів поясу про загадкові вогні та космічних тварюк. І вони замітили одну з них, подібну на дракона, що летів паралельним курсом на вогник.
Маневруючи поміж астероїдів, корабель і дракон наблизились до джерела світла — масивної піраміди правильної форми на одному із астероїдів. Навколо астероїда кружляли кораблі-привиди, чиї екіпажі вбила радіація піраміди. Раптово дракон напав на корабель і вивів з ладу двигун, що призвело до аварійного падіння корабля на астероїд. Всім окрім Бена пощастило і вони залишились живі.
Виглянувши в ілюмінатор, вони побачили жахливих космічних тварюк, які розсілись на скалах астероїда навколо піраміди. Одна з них злетіла над пірамідою і підставившись під струмінь радіації почала міняти форму. Радіація давала цим тваринам можливість перероджуватись за рахунок швидких мутаців в організмі.
Космонавти вдягнули скафандри покриті «елементом-7» і спробували вийти із корабля, але були атаковані тварюками і змушені були повернутись. І тут в свідомості капітана пролунав голос Бена: «відкрий музичну скриньку». Знайшовши скриньку і відкривши її назовні від корабля, вони відчули як від радіації вона запульсувала і почала відтворюювати мелодію, яка передавалась їм телепатично. Всі тварюки наблизились і завмерли навколо неї не замічаючи людей.
Тим часом капітан спробував на аварійному боті добратись до одного із кораблів біля астероїда. Корабель був старий і примітивний, ще з ранньої пори освоєння космосу, але справний. Однак, щось невидиме почало перешкоджати руху капітана Лоджа. Вистріливши з бластера, він побачив одну із тварюк, що, напевно, була в сплячці. В результаті їхньої боротьби корабель та бот вибухнули, поховавши тварюку, а капітана винесло на орбіту астероїда. На допомогу йоми прийшла Карен, яка використовуючи реактивну віддачу свого бластера добралась до нього і вони удвох добрались до іншого корабля.
Поки капітан готував корабель до відльоту, Карен знайшла в трюмі вантах руди «елементу-7». І в них залишалась можливість, обшукавши корабель, знайти підказки її походження.